# Castello di Serravalle a Po
Il castello di Serravalle a Po era un'antica roccaforte situata a Serravalle a Po, in provincia di Mantova.
Venne edificato nel XIII secolo dai Bonacolsi, signori di Mantova, per difendere i loro confini dagli attacchi dei Ferraresi e dei Modenesi.
Dell'edificio non resta più traccia in quanto venne distrutto dalla piena del fiume Po nel 1801.